# Sportivo Atlético Club
O Sportivo Atlético Club, conhecido como Sportivo Atlético Club Las Parejas ou simplesmente como Sportivo Las Parejas, é um clube esportivo argentino da cidade de Las Parejas, na província de Santa Fé. Fundado em 18 de março de 1922, suas cores são o vermelho e o verde. Embora muitas atividades esportivas sejam praticadas no clube, entre as principais, temos o futebol e basquete. A equipe de futebol masculino atualmente participa do Torneo Federal A, a terceira divisão regionalizada do futebol argentino para as equipes indiretamente afiliadas à Associação do Futebol Argentino (AFA), sendo representante da Liga Cañadense de Fútbol (Cañada de Gómez) através do Conselho Federal do Futebol Argentino (CFFA).[carece de fontes?] Seu estádio é o 4 de Septiembre, inaugurado em 4 de dezembro de 1994, também conhecido como La Perrera, que também fica em Las Parejas e conta com capacidade aproximada para 5.000 espectadores desde sua remodelação em 2004.
Seu rival é o clube Atlético Argentino de Las Parejas e sua torcida possuí uma forte rivalidade com a torcida do clube Atlético Almafuerte, nas quais as duas houve confrontos ao longo da sua história.

## História

### Início
Seus primeiros dirigentes foram Juan Torassa, como presidente, Ricardo Grunauer, como secretário e José Beltramo, Carlos Curioni e Eliseo Risso Patrón como suplentes.
Em 1929 seu estádio foi inaugurado e se afiliou a Liga Regional Desportiva de Las Rosas, onde conquistaria seus primeiros campeonatos em 1938 e 1939 e iria desenvolver sua primeira rivalidade com o Almafuerte.
Em 1945 saiu da liga para se afiliar a 'Liga Cañadense de Fútbol', onde quatro anos depois ganharia seus 2 primeiros títulos.  Seu primeiro período de sucesso seria aos anos 50 quando obteu 3 campeonatos entre 1945 e 1957, logo suas conquistas seriam mais esporádicas.
Porém, o crescimento institucional começou com a criação da primeira sede durante a presidência de Osvaldo Odisio nos anos 60.

### Chegada na AFA
Apesar de ter conseguido ser campeão da liga, não havia o direito de participar dos campeonatos da AFA devido que a província contava com representação na associação. A partir dos anos 80 a liga começava a ter representação e, apesar do título de 1982, Sportivo não participa do Torneo Regional e mesmo com o título de 1992, também não participaria do Torneo del Interior.
Finalmente, o club faria sua estreia no seu melhor período na liga: ao conseguir o bicampeonato em 2003, se classificou ao Torneo Argentino B.
Sua classificação para a edição de 2004/05 foi fundamental devido a criação de uma quinta divisão para as equipes indiretamente afiliadas, para que o clube se estabilizasse nas competições.

## Títulos
| NACIONAIS | NACIONAIS                         | NACIONAIS | NACIONAIS |
|           | Competição                        | Títulos   | Temporadas |
| --------- | --------------------------------- | --------- | --- |
|           | Campeonato Argentino - 4° Divisão | 1         | Torneo Federal B 2014 |
| REGIONAIS |                                   |           | |
|           | Competição                        | Títulos   | Temporadas |
|           | Liga Cañadense                    | 24        | 1949, 1950, 1954, 1955, 1957, 1966, 1982, 1992, 1995, 2003, 2003-II, 2005, 2006, 2007, 2011, 2011-II, 2013, 2013-II, 2014, 2014-II, 2015-II, 2016, 2018, 2018-II |
|           | Copa Santa Fe                     | 1         | 2019 |
|           | Copa de Campeones de Santa Fe     | 1         | 1993 |